# 栗田善成
栗田 善成（くりた よしなり、1938年〈昭和13年〉10月6日 - ）は、秋田県出身のローカルタレント、ラジオパーソナリティ。

## 人物
満州の藩陽の奥地で生まれる。両親ともに日本語学校の教師だった。終戦後は秋田へ引き上げ、大学入学とともに上京。秋田県立秋田高等学校を経て、日本大学芸術学部放送学科を卒業後、三木鶏郎の事務所でCMソングのプロデューサーとなる。
事務所の解散後はCMソングなどを作る広告会社を起こすが3年で解散して、1969年に福岡へ拠点を移す（理由はできちゃった結婚）。1971年、福岡県の放送業界で活動を開始した。
2021年3月、『栗田善成の土曜娯楽版』の番組終了を機に、50年に渡るラジオ番組の出演を退き、芸能界を引退した。
その後（2021年11月現在）も希に、長男が担当するラジオ番組で彼の動静を語ることがある。

## 出演番組
特記事項以外は全てKBCラジオ。

### 過去
- モーニングレーダー[1]
- 夜のぐうたらショー[1]
- おはよう土曜日[1]
- 栗田善成のまずはラジオでおつかれさん（1975年4月 - 1988年3月、2003年4月 - 2011年3月）[1]
- 栗田善成の元祖ラジオ本舗（1988年4月 - 1990年3月。1993年4月 - ）
- サタデースロープ 〜 9時から6時! 栗田善成のやじうま大放送（1990年4月 - 1993年3月）
- 栗田善成・福地高子のちょっとアブナイ夜がきた!（RKBラジオ 1994年10月 - 2000年3月、2003年10月 - 2004年3月）
- 栗田善成のそんなバナナ塾（2000年4月 - 2003年3月）
- まいど! 栗田商店です!!（2011年4月 - 2013年3月）
- 栗田善成の土曜娯楽版（2013年4月 -  2021年3月27日）
- 痛快!バッチリラジオ
- サワダデース（KBCテレビ 2017年12月20日に復活当番PRで福地高子とゲスト出演）

## 出演CM
- サントリー角瓶
- みぞえ住宅
- 博多ぶらぶら（声のみ）

## 関連人物
- 福地高子
- 徳永玲子
- ゆっきー
- 福本清子
- 栗田善太郎（長男）
- 栗田真二郎（次男）
- 沢田幸二（栗田善成のそんなバナナ塾のプロデューサーだった）